# 星辰号服务舱
星辰号服务舱（俄语：Звезда，意为“星辰”）是国际空间站的一个组件。是第3个被发射入轨的空间站组件，星辰号服务舱提供了空间站一部分的生命保障系统，和可供2名乘员的生活区。它是空间站上俄罗斯部分（俄罗斯轨道段）结构上和功能上的中心。
这个服务舱由俄罗斯科羅勒夫火箭制造。星辰号服务舱是目前唯一的一个由俄罗斯出资和建造的空间站组件，虽然码头号对接舱和曙光号功能货舱也是由俄罗斯制造的，但出资者和所有者都是美国。星辰号服务舱由质子号运载火箭于2000年7月12日发射升空。2000年7月26日，与曙光号功能货舱对接。用于执行此次发射任务的质子号运载火箭发布了有史以来第一次的太空广告，快餐连锁企业必胜客的標誌被环绕地印在火箭上。为此，必胜客支付了1百万美元。

## 起源
星辰号服务舱的基础结构（被称为"DOS-8"）最初是用作和平－2号空间站的核心部件建于上世纪80年代中期。这意味着星辰号服务舱在设计同和平号空间站的核心部件（DOS-7）相类似。事实上，相当长的一段时间里，星辰号被标注为和平－2号空间站，它的设计血统因此可以追溯到早期的礼炮号空间站。它的结构於1985年2月完工，内部设备也在1986年10月装配完成。

## 设计
星辰号服务舱包括1个供空间站乘员生活和工作的圆柱形的“工作隔舱”（Work Compartment），1个有对接入坞装置的“中转隔舱”（Transfer Chamber），1个非承压的“装配隔舱”（Assembly Compartment）在“中转隔舱”的周围，另有1个有3个对接口的球形“中转间”。整个服务舱重18,051公斤。长13.1米（43英尺），太阳能电池板展开时为29.7米（97.5英尺）。
中转隔舱与曙光号功能货舱相连。中转隔舱还有用于和“科学能量平台”（Science Power Platform）和通用对接舱（Universal Docking Module）相连接的对接口。现在，其中最下面的1个和俄罗斯的对接隔舱相连。另1个是空的。它原本是用作一个对接口，但一旦舱口损坏，乘员无法从转移到空间站其他部分，所以这个对接口的功能从未被使用过。
“装配隔舱”（Assembly Compartment）装备有诸如推进器，天线，推进箱等外部装备。
“中转隔舱”（Transfer Chamber）装备有自动对接入坞装置，可用于对接联盟号宇宙飞船和进步号货运飞船。
星辰号服务舱有可供2个乘员睡觉的区域，1台NASA提供的跑步机和1辆自行车可供健身使用，厕所以及其他卫生设备，1套带冰箱的厨房设备。星辰号上安装了俄罗斯的用于指令和导航的主计算机。星辰号一共有14个窗口，3个9英尺直径的在前部的中转隔舱，1个16英尺直径的在工作隔舱，每个乘员舱都有至少1个窗口。还装备了一个电解被浓缩的湿气和废水，用以产生氢气和氧气的电子装置。氢气被排放出去，而产生的氧气可供呼吸。浓缩湿气产生的水和废水可以在紧急情况下做为饮用水，但在通常情况下，使用从地面带来的新鲜水。星辰号服务舱有16个小的和2个大的推进器用于推进。另有8个电池用于储存能量。
用以产生氢气和氧气的电子装置需要经常的维护，而且已经故障过多次，乘员们需要使用化学氧气发生器（固体氧气发生器），另有1套使用可再生的吸附剂的装置用于排除二氧化碳，星辰号服务舱被指责噪音过大，以至于乘员们在舱内不得不使用耳塞。

## 与国际空间站的对接
2000年7月26日，星辰号服务舱连接在曙光号功能货舱的后端，成为国际空间站的第3个组成部分。7月下旬，曙光号上的计算机向星辰号上的计算机传递了国际空间站的指令。
2000年9月11日，执行STS-106任务的航天飞机上的2名宇航员最终完成了星辰号和曙光号的连接。经过6小时14分的舱外作业，宇航员Ed Lu和Yuri Malenchenko连接了9根星辰号和曙光号之间的电缆，其中有4根输电线，4根视訊和数据线，和1根用于光学自动测量记录传导的光纤线。 第2天，美国中部时间上午12:20，STS-106的宇航员第一次漂浮进星辰号舱内。
星辰号服务舱装备了早期的生活区域，生命维持系统，通讯系统（星辰号与空间站之间由1个10Mbps的以太网相连），电子能量分配装置，数据处理系统，飞行控制系统和推进系统。这些区域和系统已经被其他的空间站组件所补充。 
星辰号上的2个主引擎能用于提升空间站的轨道高度。2007年4月25日，曾经使用过1次，这是2000年星辰号抵达空间站后的第1次

## 发射风险
由于俄罗斯的财政问题，星辰号在没有替补和保险的情况下被发射。基于这些风险，NASA已经建造了临时控制舱，以防星辰号发射严重延期或者在发射中被毁。

## 图像
|  |  |